# Eunidia ziczac
Eunidia ziczac es una especie de escarabajo longicornio del género Eunidia, subfamilia Lamiinae, tribu Eunidiini. Fue descrita científicamente por Breuning en 1939.
El período de vuelo ocurre en los meses de enero y diciembre.

## Descripción
Mide 4-4,5 milímetros de longitud.

## Distribución
Se distribuye por Malaui, Mozambique y República Sudafricana.